# Assegaj

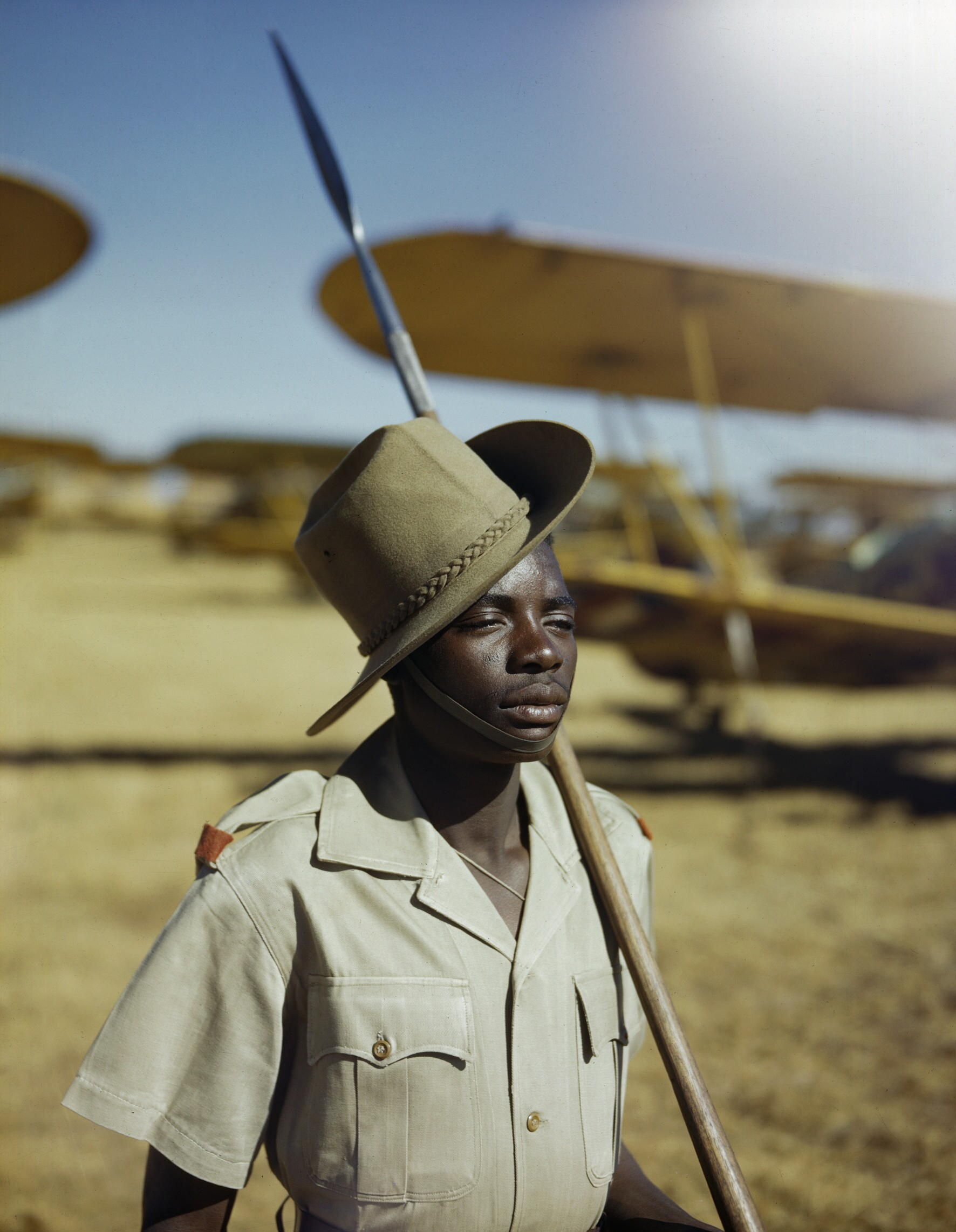
En assegaj bärs av en sydafrikansk soldat 1943.

Assegaj är ett kort kastspjut. Det är ett lätt spjut med järnspets som används i östra och södra Afrika, bland annat av zulufolket (som stickspjut). Ordet kommer ursprungligen från berbiska zaġāya, "spjut", via arabiska az-zaġāyah, fornspanska azagaya till fornfranska azagaie.